# Jennifer Paige
Jennifer Paige (ur. 3 września 1973 w Marietta w stanie Georgia) – amerykańska piosenkarka muzyki pop i autorka tekstów.
Pochodzi z umuzykalnionej rodziny. W wieku pięciu lat wraz ze swoim bratem zaczęła śpiewać w lokalnych kawiarniach i restauracjach. Naukę śpiewu i tańca kontynuowała w szkole średniej. W wieku 17 lat przeprowadziła się do Los Angeles, gdzie koncertowała z zespołem Joe's Band. W sierpniu 1996 roku wystąpiła przed 50 tysięczną widownią na igrzyskach olimpijskich w jej rodzinnym mieście Atlancie. Jeszcze w tym samym roku rozpoczęła współpracę z producentem muzycznym Andy Goldmarkiem.

## Dyskografia

### Albumy studyjne
- Jennifer Paige (1998)
- Positively Somewhere (2001)
- Flowers The Hits Collection (2003)
- Best Kept Secret (2008)

### Single
- "Chain of Fools" (1997)
- "Crush" (1998)
- "Sober" (1999)
- "Always You" (1999)
- "Beautiful" Autumn in New York - Ścieżka dźwiękowa (2000)
- "Stranded" (2002)
- "These Days" (2002)
- "Wasted" (2008)
- "Underestimated" (2008)
- "Beautiful Lie" z Nickiem Carterem (2009)
- "Everything is Better" (2014)

### Teledyski
- "Crush"
- "Always You"
- "Sober"
- "Underestimated"
- "Stranded"
- "Beautiful Lie" z Nickiem Carterem